# بالاد (موسیقی کلاسیک)

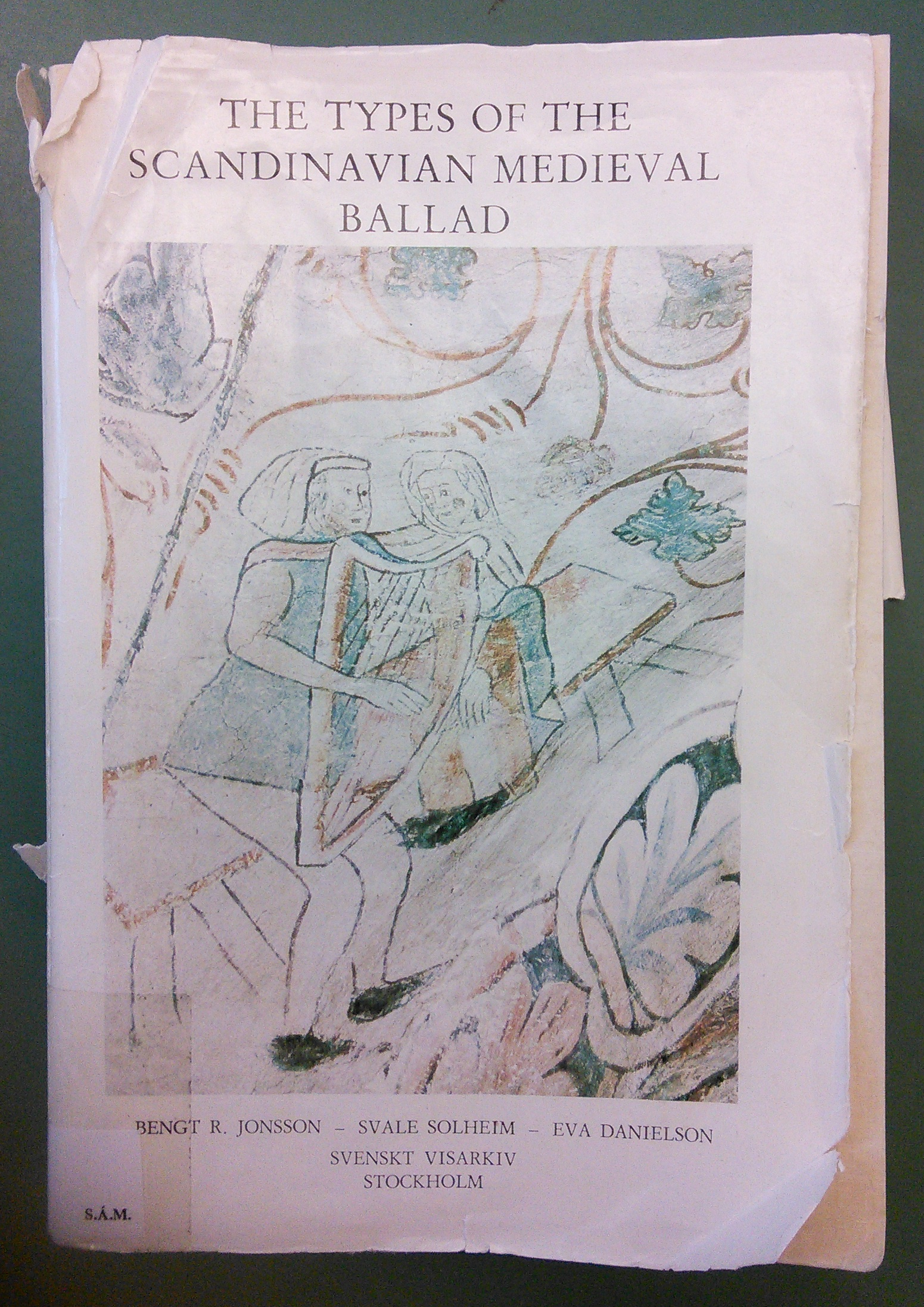
بالاد (موسیقی کلاسیک)

بالاد (فرانسوی: Ballade‎) یک نوع از موسیقی کلاسیک غربی است که مانند بالاد احساسی، دارای اشعاری تغزلی است (در قالبی که آن هم با نام بالاد شناخته می‌شود).